# چاه جلال (دلگان)
چاه جلال یک منطقهٔ مسکونی در ایران است که در استان سیستان و بلوچستان واقع شده‌است. چاه جلال ۳۷ نفر جمعیت دارد.